# 公子燮 (楚国)
公子燮（？—前613年），春秋时期楚国的公子。
前622年，公子燮灭掉了蓼国，臧文仲感慨皋陶的后代国家都已灭亡。公子燮想做令尹而不得，联合子仪（鬬克）叛乱。前613年，楚庄王即位，成嘉和潘崇攻打舒蓼。留子仪、公子燮守郢都。二人劫持楚庄王叛乱。庐戢梨及叔麋引诱二人杀死他们。